# Ninja Assassin
Ninja Assassin è un film del 2009 diretto da James McTeigue.
Il film è uscito il 25 novembre 2009 nelle sale cinematografiche degli Stati Uniti. In Italia è stato distribuito a partire dal 4 dicembre 2009.
Il film è stato distribuito in Italia su DVD e Blu-Ray a partire dal 25 maggio 2010.

## Trama
Fin da piccolo, Raizo è stato addestrato all'arte dell'assassinio dal clan Ozunu, che lo ha adottato quando era ancora un bambino. Per Raizo sembra non esistere niente di più importante della vita nel clan, nonostante i duri allenamenti del capoclan, Ozunu.
Tutto cambia quando Kiriko, una discepola del clan sentimentalmente legata a Raizo, decide di abbandonare il clan e per questo viene giustiziata da Takeshi, compagno di addestramento e rivale di Raizo. Da quel momento il giovane non ha più pace: dopo la sua prima missione ufficiale, gli viene ordinato di giustiziare un'altra discepola per lo stesso motivo, ma in quel momento decide di tradire il clan e fugge via sparendo.
Qualche anno dopo l'agente dell'Europol Mika Coretti sta indagando su una serie di omicidi a sfondo politico e su un giro di denaro sporco: le piste, anche se non correlate tra loro, sembrano portare al Clan Ozunu.
Mika, per conto del proprio capo Ryan Maslow, recupera alcuni file top secret riguardanti il clan; e scopre la corruzione presente nelle più alte sfere governative. Un gruppo di ninja viene spedito ad assassinare Mika, ma Raizo interviene per salvarla.
Informato dell'accaduto da Mika, Maslow riesce ad arrestare con uno stratagemma Raizo ed a tenerlo prigioniero in un bunker per qualche ora, dopodiché i ninja del clan Ozunu prendono d'assalto il luogo eliminando quasi tutti i presenti tranne alcuni tra cui Ryan, mentre Raizo e Mika riescono inizialmente a scappare, ma i ninja ritrovano il ragazzo e lo portano alla base segreta del clan, in un luogo sperduto sulle montagne, dove verrà giustiziato davanti a tutti i membri del clan.
Grazie ad un trasmettitore che Mika aveva nascosto addosso a Raizo, l'Europol localizza la base del clan e la prende d'assalto, con armi più letali e eliminando l'oscurità e l'elemento sorpresa dei ninja . Raizo menoma e uccide Takeshi e affronta Ozunu, rivelando che non l'ha mai considerato un padre, né il clan una famiglia, non avendo mai avuto scelta. In difficoltà Raizo viene temporaneamente salvato da Mika che viene ferita a morte, il ragazzo uccide il capo clan usando la sua stessa tecnica, una volta fuori si scopre che Mika è sopravvissuta, grazie a un difetto genetico (ha infatti il cuore a destra). Il giorno dopo la vita di Raizo può finalmente ricominciare, anche se il dolore per la perdita di Kiriko non lo abbandonerà mai.

## Produzione
Il progetto è nato da un'ispirazione dell'attore Rain, che nel film delle Wachowski Speed Racer, ha ingaggiato una scena di lotta. L'intento era quello di sviluppare una storia su quella comparsa.
Approvando l'idea dell'attore, le Wachowski hanno incaricato J. Michael Straczynski di scrivere una sceneggiatura entro sei settimane.
Il regista del film, McTeigue, ha dichiarato che i personaggi sono stati sviluppati prendendo spunto da film cult quali Bandiera gialla, Getaway, il rapinatore solitario, La rabbia giovane, Ninja Scroll e dalla serie tv Samurai Champloo.
Le riprese si sono quasi interamente svolte all'interno degli Studi Babelsberg di Berlino (Germania). I principali scenari si sono filmati nell'area metropolitana e suburbana di Berlino a fine aprile 2008). Le società "Medienboard Berlin-Brandenburg", "Germany Federal Film Fund", hanno provveduto a stanziare un fondo di 10000000 € a disposizione del cast durante la lavorazione.

## Riconoscimenti
- MTV Movie Awards 2010
  - Biggest Badass Star (Rain)